# Sverker Oredsson
Nils Ola Sverker Oredsson, född 16 november 1937 i Göteborg, död 26 april 2018 i Lund, var en svensk historiker och kommunalpolitiker (för Folkpartiet och senare för Förnya Lund).

## Biografi
Sverker Oredsson var son till läroverksadjunkten Josef Oredsson och ämnesläraren Philippa Oredsson, född Andersson, båda tidigare missionärer inom Bibeltrogna Vänner. Han avlade studentexamen i Jönköping och studerade sedan vid Lunds universitet, där han 1963 var Lunds studentkårs ordförande. Han disputerade för filosofie doktorsgrad 1970 och blev samma år docent. Åren 1975–1977 var han ordförande i Akademiska Föreningen.
I sin doktorsavhandling skrev han om Sveriges järnvägar under 1800-talet. En sammanfattning av avhandlingen publicerades i Scandia år 1968.
Under åren 1974–1982 var han kommunalråd i Lunds kommun, där han 1977–1982 också var kommunstyrelsens ordförande. Han representerade då Folkpartiet. Under åren 1982–1990 var han universitetsdirektör vid Lunds universitet och blev sedan högskolelektor och 2000 professor i historia vid Lunds universitet. Från 2014 var han åter aktiv i kommunalpolitiken som grundare och som ordförande 2014–2015 för det lokala partiet Förnya Lund och representant för detta i kommunfullmäktige.
Oredsson var 1992–2002 redaktör för den historiska tidskriften Scandia. 
Som historiker intresserade han sig bland annat för Gustav II Adolf och bilden av denne genom tiderna samt för svenskars förhållande till nazismen under andra världskriget, en fråga han debatterade fram till sin död – det sista debattinlägget formulerade han i Scandia i januari 2018.